# Culinária das Ilhas Canárias

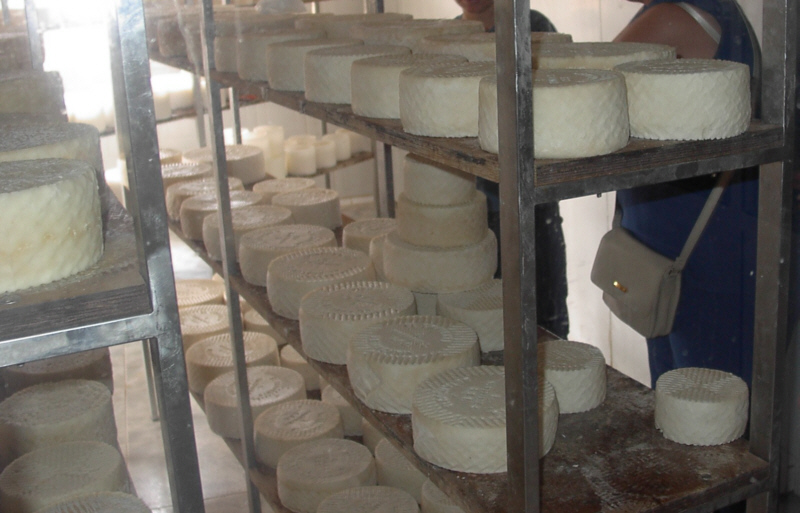
Queijos de Fuerteventura

A Culinária das Ilhas Canárias é composta pelos pratos típicos do arquipélago Canário. As suas características fundamentais são a simplicidade das receitas, a variedade dos ps da terra e do mar e seu caráter eclético, devido aos múltiplos aportes culturais que recebram as Canárias ao longo de sua história. A Culinária das Ilhas Canárias é influenciada por outras cozinhas, sendo a espanhola a mais importante. A esta se somam a interferência latinoamericana e dos guanches. Por último, encontram-se reminiscências da Gastronomia africana. A cozinha tradicional das ilhas se converteu em um elemento importante da identidade cultural do povo canário.

## História
Segundo as histórias mais aceitas, os guanches foram um povo bérbere, que chegou às ilhas com seus rebanhos e culturas, sendo a cevada a mais importante.
O gofio, uma farinha obtida da cevada torrada era seu principal alimento. Este produto se manteve na gastronomia canária como elemento fundamental, preparando-se de diversas formas e elaborando-se a partir de diferentes tipos de grãos, como o trigo ou o milho. Tradicionalmente, o gofio era levado em uma bolsa e se adicionava água, amassando os dois até virar uma pasta conhecida como gofio amassado.
Os guanches tinham as carnes como parte importante de sua dieta, principalmente os rebanhos de cabras e ovelhas, assim como a carne de porco. Comsumiam também leite e manteiga. Sua dieta se completava com produtos colhidos, como as tâmaras e certos tipos de figos, bem como de mariscos recolhidos na costa.
Sabe-se que os romanos se aproximaram das costas das Ilhas Canárias, mantendo contatos esporádicos coma  população indígena, ao qual permitiu a chegada de produtos de outras regiões como os figos e a azeitona. 
Graças à conquista castelhana do século XV, as ilhas se converteram em uma escala obrigatória para às viagens à América, causando a chegada em massa de comerciantes de ambos os lados do Oceano Atlântico, que trouxeram consigo seus hábitos culinários. Entre estes destcama-se a gastronomia da Península Ibérica, e as receitas elaboradas com produtos trazidos da América, como a batata e o amendoim.
A história das Canárias, na época moderna e contemporânea tem sido marcada pela sucessãod e distintos cultivos de exportação, o que tornou a base da economia da ilha. Todas estas produções deixaram sua marca na culinária da ilha. É o caso do cultivo da cana de açúcar (com o qual se elaboram receitas típicas como o "bienmesabe" e as rapaduras), da uva e da banana.

## Ingredientes principais
Na culinária canária destacam-se principalmente estes ingredientes:
- alho
- batata
- grão de bico
- carnes
- peixes
- cominho
- coentro
- hortelã

## Entradas e lanches

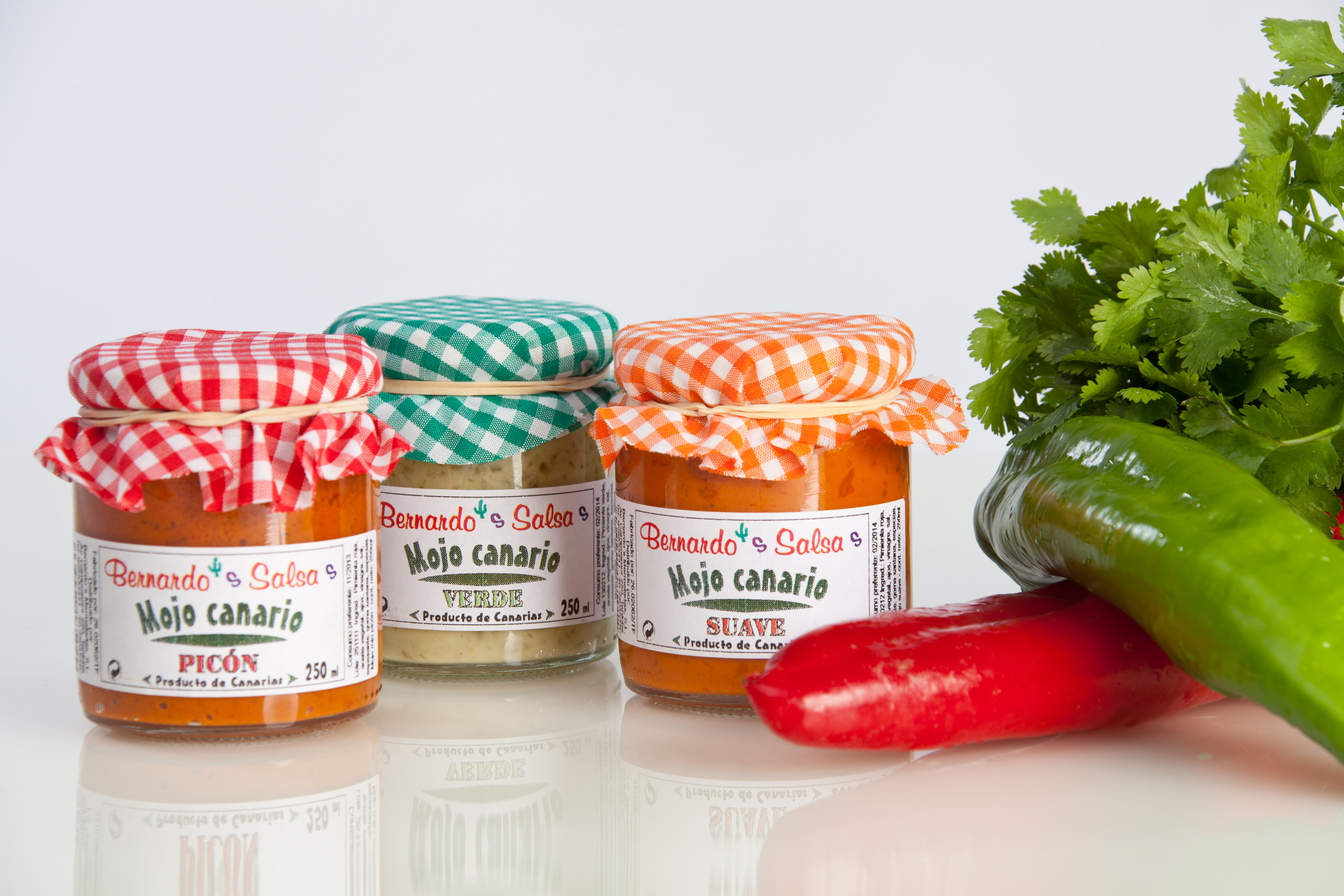
Mojo Canario

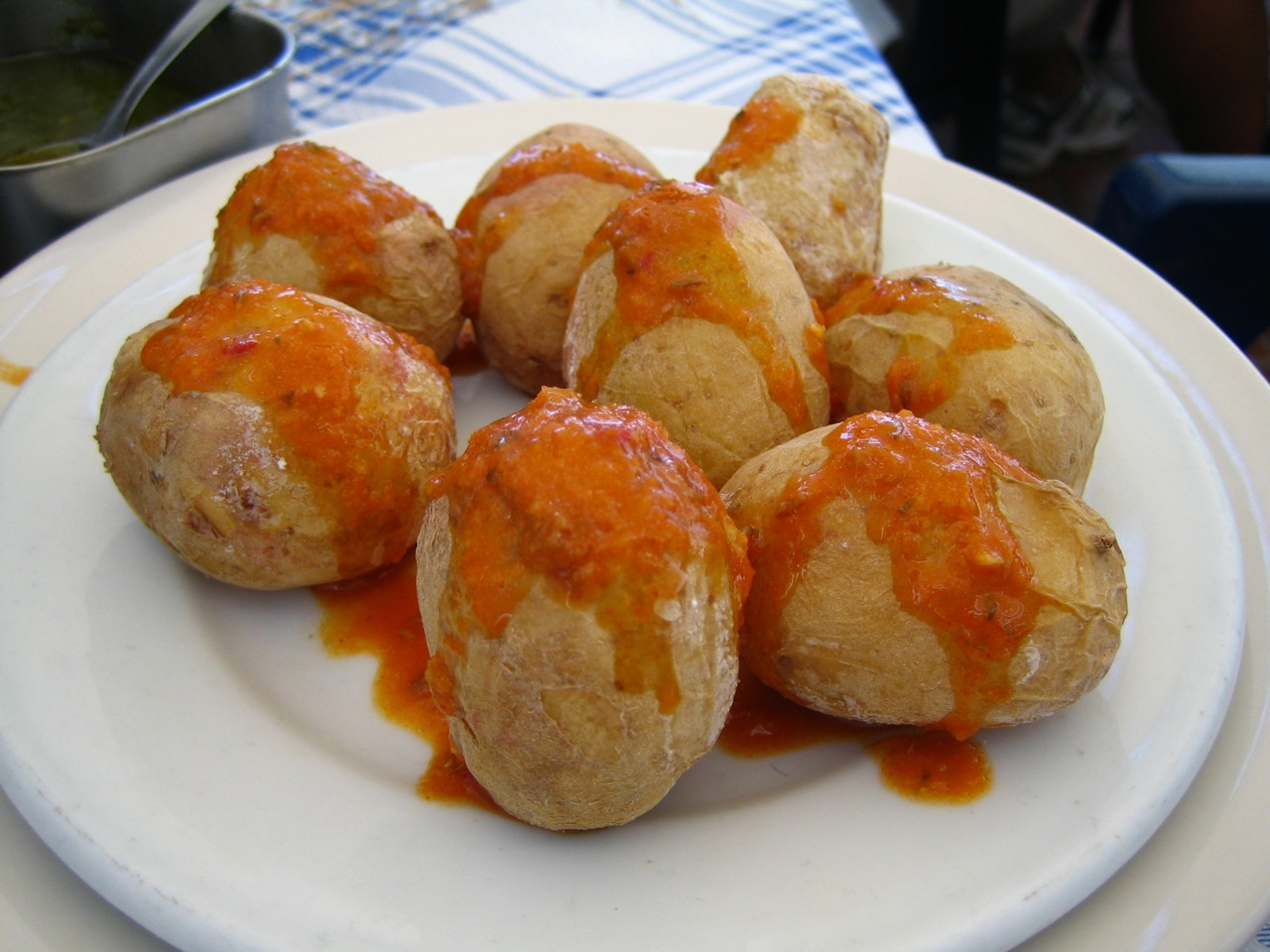
"Papas arrugadas com molho de Tenerife"

Nas Canárias existem grandes diversidades de pratos que se apresentam como entradas ou lanches, conhecidos como "enyesques". Destacam-se pela sua originalidade e simplicidade as "papas arrugadas", servidas com sua pele e muito sal. O tempero indispensável para as batatas e outros pratos da ilha são os molhos, dentre os quais se destacam os molhos verde e o "picón".
O gofio, também pode servir de entrada, amassado ou misturado com algum caldo (gofio escaldado ou "escaldón").
Em referência aos queijos, o de leite de cabra é o mais comum. Tanto o queijo Palmero de La Palma como o Majorero de Fuerteventura possuem uma denominação e origem própria. Outros queijos que merecem destaque são o "queijo de flor" e o queijo tierno. Na ilha de Gomera fabrica-se uma espécia de patê chamado "almogrote", cujo ingrediente principal é o queijo duro. Em alguma silhas é tradicional comer o queijo assado com molho.
Outros alimentos que se servem como lanches e entradas são: frutos do mar como o polvo e peixe seco; embutidos como as morcelas doces canárias; as carajacas (fígado temperado) ou a garbanzada (grão-de-bico).

## Pratos principais
As sopas são a forma mais típica de cosumir verduras (muito consumidas nas Canárias). Uma bastante comum é a sopa de agrião.
Entre os "pratos de colher" destacam-se a sopa de peixe, o caldo de batatas, de milho e de trigo. O "rancho canário" é uma receita simples à base de grão-de-bico e macarrão fino, muito comum nas épocas de pobreza da ilha.

## Pescados

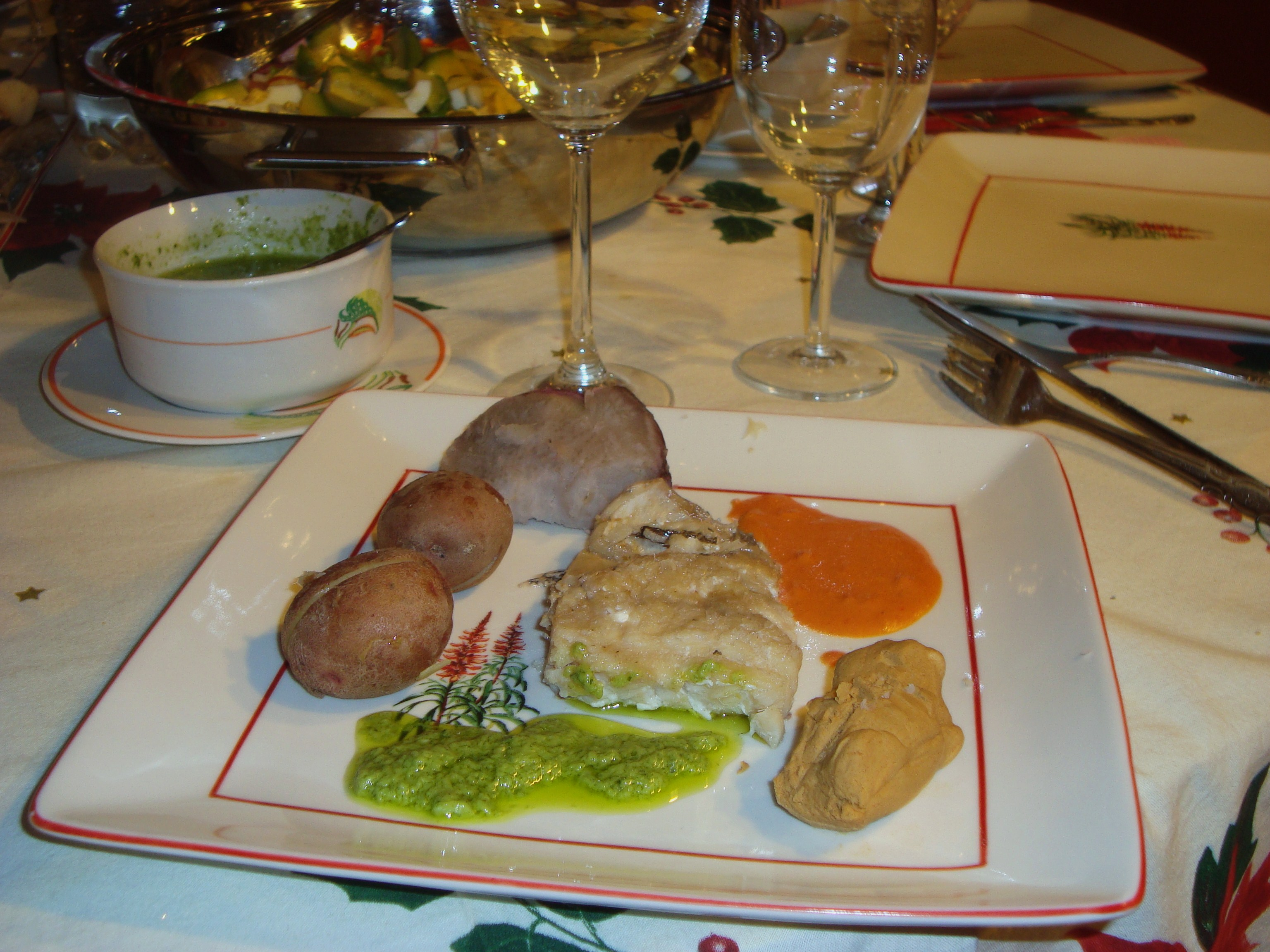
Sancocho canario de cherne

Devido à riqueza das águas das Canárias, existem muitas variedades de peixes, entre os quais a corvina e o bocinegro. Entre as receitas de peixes inclui-se o cozido canário, acompanhado de batatas, gofio e molho.
O clima das ilhas tradicionalmente tem favorecido a preparação dos peixes secos, como "toller", que muitas vezes é servido com molho, ou "jareas", peixes secos ao céu aberto, normalmente consumidos assados.

## Carnes
Entre as carnes, as mais consumidas são a de porco, o frango, o coelho e de cabra.
A carne é um ingrediente chave na culinária canária, derivada da culinária espanhola. O "puchero" canário é um prato completo, onde se coloca na panela as carnes (vaca, porco e frango) acompanhadas de vários vegetais (milho, batata, cenoura e repolho).
Entre os pratos com coelho temos o "salmorejo coelho", e no caso de cabra, verificou-se que o mesmo, desde os tempos aborígines é um alimento largamente consumido pelos canários. Este último é feito especialmente em ilhas como Fuerteventura com uma grande tradição na criação de caprinos. Além disso, a carne de cabra, conhecida nas ilhas Canárias como "Baifo" é considerada altamente significativo em celebrações como o Natal. A carne de porco normalmente preparados picantes (algumas ilhas chamam de "festa da carne"), acompanhado de batatas ou abacaxi.

## Sobremesas e frutas
Entre as sobremesas tradicionais temos o "bienmesabe", à base de açúcar, amêndoas e ovos, a "frangollo", feito de farinha de milho, açúcar, amêndoas e passas, e trufas, feitas principalmente no Natal, com recheio de creme de batata. As sobremesas incluem cheesecake, rosquinhas, o queijo, o príncipe Albert, rapaduras e o "leite assado".
Entre as frutas, existem várias frutas tropicais cultivadas nas ilhas. As frutas mais consumidas nas ilhas Canárias são banana, figo, abacate, manga, mamão, e frutas sazonais.

## Vinhos e licores
Todos os vinhos das Canárias são cultivados em terras à beira-mar. Nas Ilhas Canárias são produzidos 33 tipos de vinha, dos quais 14 são vermelhos e 19 brancos. A alta qualidade dos vinhos é porque nunca ocorreu nas ilhas uma importante praga que afetou as plantas. Com a conquista espanhola começou a crescer a produção de vinho, sendo particularmente famoso o vinho "Verdelho".

## Principais produtos e receitas
- Batatas enrugadas ("Papas arrugadas")
- "Gofio"
- Molhos
- "Potaje de berros"
- "Sancocho"
- "Puchero" canário
- "Bienmesabe"
- "Frangollo"